# Boarmia varia
Boarmia varia är en fjärilsart som beskrevs av Edward Alfred Cockayne 1948. Boarmia varia ingår i släktet Boarmia och familjen mätare. Inga underarter finns listade i Catalogue of Life.